# Monastir (Italia)
Monastir (Muristeni in sardo dal latino monasterium) è un comune italiano di 4 922 abitanti della città metropolitana di Cagliari in Sardegna.

## Origini del nome
Il nome Monastir sembra che derivi dalla parola catalana che indica un monastero. Un'altra teoria riporta invece al termine sardo, "muristèni", che indica i posti dedicati alla sosta e al rifornimento dei viveri per i viandanti. Cosa avallata anche dal fatto che Monastir è sempre stato un punto importante per chi viaggiava lungo l'asse Sud/Nord.

## Storia
Il primo insediamento umano risale al Neolitico (3000 a.C.). Vari rinvenimenti archeologici nuragici, punici e romani testimoniano che il territorio continuò ad essere popolato anche nei millenni successivi.
Nel Medioevo sorse l'abitato attuale, ad opera di monaci Camaldolesi. 
Monastir in epoca giudicale fece parte del Giudicato di Cagliari, nella curatoria di Parte Olla, e, in seguito alla scomparsa manu militari di quest'ultimo nel 1258, di quello di Arborea. Dopo il periodo di appartenenza pisana (essendo stato ceduto alla Repubblica di Pisa da Mariano II di Arborea nel 1295) passò nel 1324 al Regno di Sardegna, dominio degli Aragonesi. In epoca aragonese la villa fu venduta (1455) al mercante Pietro Bellit, e un suo discendente, Lodovico Bellit, fu creato barone: Monastir ebbe da allora il titolo di baronia.

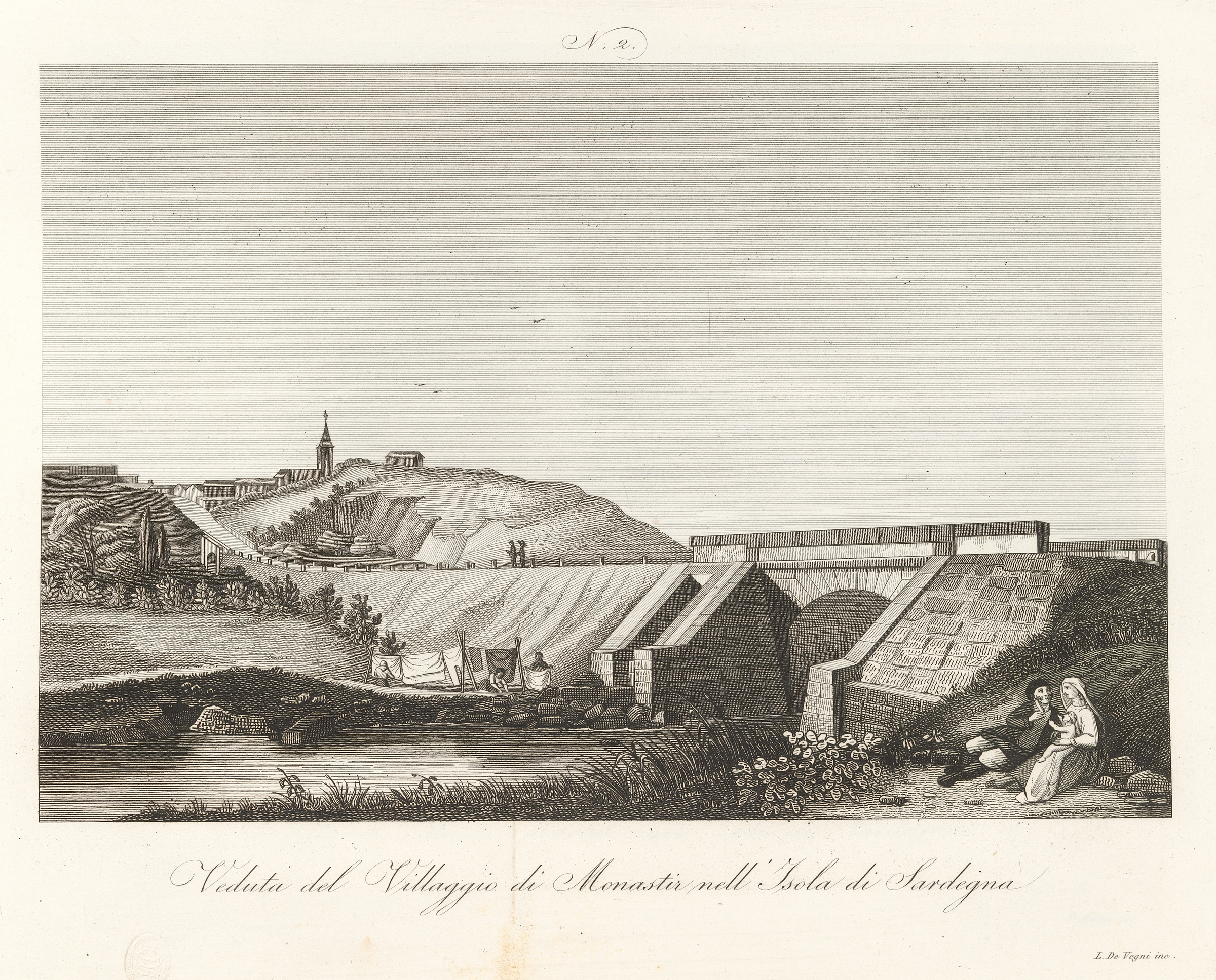
Veduta del villaggio di Monastir nell'isola di Sardegna (1845)

Il paese fu riscattato nel 1839 a Joaquín Bou Crespí de Valldaura y Carvajal, Conde de Orgaz, Castrillo y Sumacárcer, Marqués de Villasidro y Palmas, Conde de Serramagna, ultimo feudatario, con la soppressione del sistema feudale.

### Simboli
Lo stemma e il gonfalone sono stati concessi con D.P.R. dell'8 aprile 1999.
Il gonfalone è un drappo di bianco bordato di azzurro.

## Monumenti e luoghi d'interesse

### Architetture religiose
- Parrocchia di San Pietro
- Chiesa di Santa Lucia
- Chiesa di San Giacomo
- Chiesa di Sant'Antonio
- Chiesa di San Sebastiano

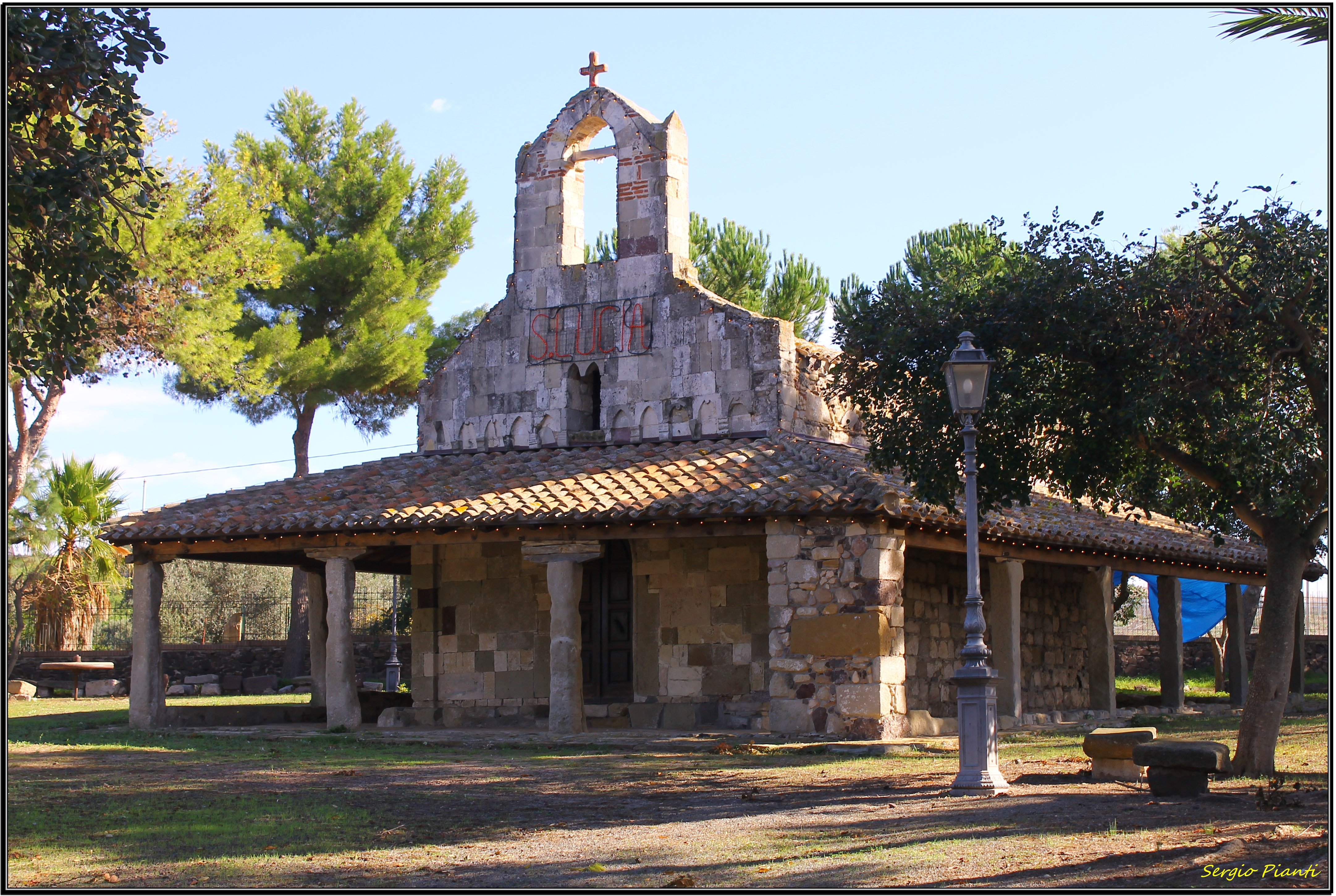
Santa Lucia

- Chiesa di Nostra Signora di Fatima (nota chiesa della Madonnina)

### Architetture militari
- Castello di Baratuli

### Siti archeologici
- Domus de janas di Monte Oladiri o Is Aruttas e villaggio prenuragico e nuragico
- Domus de janas di Monte Zara, villaggio nuragico di Mitza Morta o Bía de Monti e area sacra nuragica
- Nuraghe Su Cuccumeu
- Resti di epoca romana in zona Santa Lucia

## Società

### Evoluzione demografica
Abitanti censiti

### Lingue e dialetti
La variante del sardo parlata a Monastir è il campidanese occidentale.

## Amministrazione
| Periodo         | Periodo         | Primo cittadino | Partito                            | Carica  | Note |
| --------------- | --------------- | --------------- | ---------------------------------- | ------- | ---- |
| 8 giugno 2005   | 30 maggio 2010  | Ignazio Puddu   | Lista civica                       | Sindaco |      |
| 1 giugno 2010   | 31 maggio 2015  | Ignazio Puddu   | Lista civica                       | Sindaco |      |
| 31 maggio 2015  | 26 ottobre 2020 | Luisa Murru     | Lista civica "Riviviamo Monastir"  | Sindaco |      |
| 26 ottobre 2020 | in carica       | Luisa Murru     | Lista civica "Guardando al futuro" | Sindaco |      |